# Клаки, Джулия
Джулия Клаки (англ. Julia Clukey, 29 апреля 1985, Огаста, Мэн) — американская саночница, выступающая за сборную США с 2002 года. Участница зимних Олимпийских игр в Ванкувере, многократная призёрша национального первенства.

## Биография
Джулия Клаки родилась 29 апреля 1985 года в городе Огаста, штат Мэн. Активно заниматься санным спортом начала в возрасте пятнадцати лет, в 2002 году прошла отбор в национальную сборную и стала принимать участие в различных международных стартах, в частности, впервые поучаствовала в заездах взрослого Кубка мира. В кубковом сезоне 2003/04 заняла двадцать третье место общего зачёта, год спустя смогла добраться лишь до двадцать шестой позиции. На чемпионате мира 2007 года в австрийском Иглсе финишировала восьмой, а после окончания всех кубковых этапов расположилась на девятнадцатой строке в рейтинге сильнейших саночниц мира.
В 2008 году на мировом первенстве в немецком Оберхофе пришла к финишу двенадцатой, такое же место заняла в общем зачёте Кубка мира. На чемпионате мира 2009 года в Лейк-Плэсиде сумела добраться до пятой позиции, но кубковые заезды из-за травмы провела значительно хуже — тридцатая строка общего зачёта. Благодаря череде удачных выступлений Клаки удостоилась права защищать честь страны на зимних Олимпийских играх 2010 года в Ванкувере, где впоследствии показала семнадцатый результат. Цикл кубковых соревнований окончила на четырнадцатом месте. На чемпионате мира 2011 года в итальянской Чезане пришла к финишу двенадцатой.
Ныне живёт и тренируется в своём родном городе Огаста, в свободное от санного спорта время любит кататься на лыжах, играть в теннис и устраивать пешие прогулки, кроме того, регулярно бегает марафоны.